# Frederick Kroesen

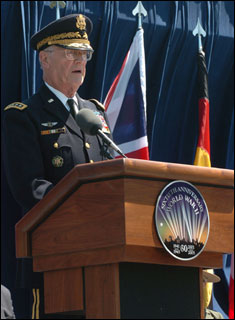
Frederick Kroesen

Frederick (Fritz) James Kroesen, Jr. (Philipsburg, 11 februari 1923 – 30 april 2020) was een Amerikaanse generaal.
Kroesen werd geboren in Phillipsburg, New Jersey. Hij komt uit een geslacht van Amerikanen en Nederlanders. Hij vocht in drie grote oorlogen, de Tweede Wereldoorlog, Korea en Vietnam.
Hij was van 1979 t/m 1983 bevelhebber van het 7de Leger VS/Leger VS in Europa en Bevelhebber van de Centrale Legergroep NAVO. Hij diende ook als vicestafchef van het Amerikaanse leger van 1978 tot 1979. 
In september 1981 raakte Kroesen lichtgewond in een aanslag, toen zijn gepantserde limousine werd beschoten met een RPG-7 antitankwapen. De verantwoordelijkheid voor de aanslag werd opgeëist door de "Kommando Gudrun Ensslin" van de Rote Armee Fraktion (RAF).
In 1983 verliet Kroesen het leger en ging werken als zakenman bij diverse bedrijven die met het leger te maken hebben en ook publiceerde hij wat artikelen en boeken over militair leiderschap. Zijn boek General Thoughts:70 Years with the Army'’ kwam in 2003 uit.
De generaal overleed op 97-jarige leeftijd.

## Decoraties
- Combat Infantryman Badge
- Master Parachutist Badge
- Fallschirmspringerabzeichen
- Army Staff Identification Badge
- Office of the Joint Chiefs of Staff Identification Badge
- Defense Distinguished Service Medaille
- Army Distinguished Service Medal
- Silver Star (2 ×)
- Legioen van Verdienste (3 ×)
- Distinguished Flying Cross
- Bronze Star (3 ×)
- Purple Heart op 15 september 1981 (3 ×)[1]
- Air Medaille (29 ×)
- Army Commendation Medaille (3 ×)
- Medaille voor Nationale Verdediging (2 ×)
- Koreaanse Service Medaille (2 ×)
- Vietnamese Service Medaille (9 ×)
- Grote kruis van verdienste met Ster in de Orde van Verdienste van de Bondsrepubliek Duitsland
- Officeir in het Legioen van Eer

- Gemeinsame Normdatei: 139741720
- International Standard Name Identifier: 0000 0000 4495 4958
- Library of Congress Control Number: no2004029288
- Nationale Bibliotheek van Israël: 987012597738705171
- Virtual International Authority File: 76023641
- WorldCat: E39PBJdCq8KY6cVtkmGwhCm68C